# Донасиен Тераз
Донасиен Тераз (на френски: Donatien Terraz) е католически свещеник, успенец, последният директор на католическия колеж в Пловдив.

## Биография
Якинт Тераз е роден на 16 август 1904 г. в Нотр-Дам-дю-Пре, в департамента Савоа, Франция. През септември 1918 г. започва да учи в семинарията в Сен-Сижисмон. Там той се проявява като отличен ученик по френски език и е изпратен да учи хуманитарни науки във Виново в Северна Италия. На 31 октомври 1922 г. започва обучените си в ордена на успенците под името Донасиен в мисията в Сен-Жерар в Белгия. След военната си служба през 1925-1926 г., той започва обучение по теология в Льовен. Там дава вечните си обети на 8 декември 1928 г., и е ръкоположен за свещеник на 20 април 1930 г.
През 1930 г. пристига в България и отец Донасиен е назначен за преподавател в колежа „Свети Михаил“ във Варна, а след затварянето на колежа през 1934 г. е преместен в Пловдив. Там работи до затваряне на колежа „Свети Августин“ през 1948 г. През тези 18 години се посвещава на обучението на българската младеж, като професор по френска литература в горните класове. Благодарение на забележителната си и отлична памет, лекотата на речта и използване на жестове, той очарова публиката си и неговото влияние на учениците е значително.
През 1946 г. отец Донасиен е избран за директор на френския колеж в Пловдив. През август 1948 г. новият политически режим в България закрива всички чужди колежи в страната. Отец Донасиен се завръща във Франция.
След завръщането си във Франция отец Донатиен бил изпратен в Тунис, но там остава само две години. От 1950 е последователно преподавател в семинариите във Велексон, в департамента От Сон) и Си Шазел, в департамента Мозел. През 1962 г. той напуска преподаването.
Умира на 18 август 1970 г. в общността на отеците-успенци в Лорг.